# Malé Tiché pleso
Malé Tiché pleso je malé nestálé krasové jezírko v Široké dolině, která je boční větví Javorové doliny ve Vysokých Tatrách na Slovensku. Je 11,2 m dlouhé a 8,5 m široké. Dosahuje maximální hloubky 2 m.

## Okolí
Na západě se zvedá hřeben Horvátova vrchu, který na jih pokračuje přes Zámky, Sedlo pod Zámkami až k Široké. Východně od jezera se tyčí vrchol Svišťovek. Na sever se otevírá Široká dolina.

## Vodní režim
Pleso nemá povrchový přítok ani odtok. Ve vzdálenosti od něj asi 75 m se nachází Tiché pleso. Široký jarok, který ústí do Javorinky, se objevuje až níže v údolí.

## Přístup
Pleso není přístupné pro veřejnost.